# Wernerius inyoensis
Espèce
Wernerius inyoensis est une espèce de scorpions de la famille des Vaejovidae.

## Distribution
Cette espèce est endémique de Californie aux États-Unis. Elle se rencontre dans le comté d'Inyo vers 1 706 m d'altitude dans les monts Inyo.

## Description
Le mâle holotype mesure 16,4 mm.

## Étymologie
Son nom d'espèce, composé de inyo et du suffixe latin -ensis, « qui vit dans, qui habite », lui a été donné en référence au lieu de sa découverte, les monts Inyo.

## Publication originale
- Webber, Graham & Jaeger, 2012 : « Wernerius inyoensis, an elusive new scorpion from the Inyo Mountains of California (Scorpiones, Vaejovidae). » ZooKeys, no 177, p. 1–13 (texte intégral).